# Hyalothyrus
Hyalothyrus is een geslacht van vlinders uit de familie dikkopjes (Hesperiidae) en de onderfamilie Eudaminae.

## Soorten
- H. infernalis (Möschler, 1876)
- H. leucomelas (Geyer, 1832)
- H. mimicus Mabille & Boullet, 1919
- H. neleus (Linnaeus, 1758)
- H. nitocris (Stoll, 1782)